# Communauté de communes du pays Courvillois
La communauté de communes du Pays Courvillois est une ancienne communauté de communes française, située dans le département d'Eure-et-Loir et la région Centre-Val de Loire.
Elle fusionne en 2016 avec le pays de Combray pour former la nouvelle communauté de communes Entre Beauce et Perche.

## Historique
La communauté de communes du Pays Courvillois a été créée le 5 décembre 2002.

## Composition
La structure regroupe seize communes au 1er janvier 2015.
| Nom                        | Code Insee | Gentilé           | Superficie (km2) | Population (dernière pop. légale) | Densité (hab./km2) |
| -------------------------- | ---------- | ----------------- | ---------------- | --------------------------------- | ------------------ |
| Courville-sur-Eure (siège) | 28116      | Courvillois       | 11,13            | 2 815 (2014)                      | 253                |
| Billancelles               | 28040      | Billancellois     | 11,95            | 321 (2014)                        | 27                 |
| Chuisnes                   | 28099      | Chuisnois         | 22,98            | 1 096 (2014)                      | 48                 |
| Fontaine-la-Guyon          | 28154      | Guidofontanais    | 14,59            | 1 637 (2014)                      | 112                |
| Friaize                    | 28166      | Friaizois         | 10,53            | 236 (2014)                        | 22                 |
| Fruncé                     | 28167      | Fruncéens         | 16,97            | 402 (2014)                        | 24                 |
| Landelles                  | 28203      | Landellois        | 10,35            | 634 (2014)                        | 61                 |
| Le Favril                  | 28148      | Favrilois         | 23,80            | 351 (2014)                        | 15                 |
| Le Thieulin                | 28385      | Thieulinois       | 11,71            | 430 (2014)                        | 37                 |
| Orrouer                    | 28290      |                   | 13,25            | 303 (2014)                        | 23                 |
| Pontgouin                  | 28302      | Gonipontins       | 25,16            | 1 120 (2014)                      | 45                 |
| Saint-Arnoult-des-Bois     | 28324      | Saint-Arnolphiens | 20,67            | 882 (2014)                        | 43                 |
| Saint-Denis-des-Puits      | 28333      |                   | 13,53            | 143 (2014)                        | 11                 |
| Saint-Germain-le-Gaillard  | 28339      | Saint-Germinais   | 8,13             | 336 (2014)                        | 41                 |
| Saint-Luperce              | 28350      |                   | 14,35            | 867 (2014)                        | 60                 |
| Villebon                   | 28414      | Villebonnais      | 2,16             | 73 (2014)                         | 34                 |

## Organisation

### Conseil communautaire
Le conseil communautaire compte 40 sièges répartis en fonction du nombre d'habitants de chaque commune.

### Liste des présidents
Le président de la communauté de communes est élu par le conseil communautaire.
| Période      | Période  | Identité        | Étiquette | Qualité |
| ------------ | -------- | --------------- | --------- | ------- |
| janvier 2012 | En cours | Philippe Schmit |           |         |

### Siège
Mairie de Courville-sur-Eure.

## Compétences
Nombre total de compétences exercées : 20.
- Aménagement de l'espace
  - Aménagement rural (à titre facultatif)
  - Constitution de réserves foncières (à titre obligatoire)
  - Création et réalisation de zone d'aménagement concertée (ZAC) (à titre obligatoire)
  - Schéma de cohérence territoriale (SCOT) (à titre obligatoire)
- Autres - Réalisation d'aire d'accueil ou de terrains de passage des gens du voyage (à titre facultatif)
- Développement et aménagement économique
  - Action de développement économique (Soutien des activités industrielles, commerciales ou de l'emploi, soutien des activités agricoles et forestières...) (à titre obligatoire)
  - Création, aménagement, entretien et gestion de zone d'activités industrielle, commerciale, tertiaire, artisanale ou touristique (à titre obligatoire)
- Développement et aménagement social et culturel
  - Activités culturelles ou socioculturelles (à titre facultatif)
  - Activités périscolaires (à titre facultatif)
  - Activités sportives (à titre facultatif)
  - Construction ou aménagement, entretien, gestion d'équipements ou d'établissements culturels, socioculturels, socioéducatifs, sportifs (à titre optionnel)
  - Établissements scolaires (à titre optionnel)
- Environnement
  - Assainissement non collectif (à titre facultatif)
  - Collecte et traitement des déchets des ménages et déchets assimilés (à titre optionnel)
  - Protection et mise en valeur de l'environnement (à titre optionnel)
- Logement et habitat
  - Opération programmée d'amélioration de l'habitat (OPAH) (à titre facultatif)
  - Politique du logement social (à titre optionnel)
- Sanitaires et social - Action sociale (à titre facultatif)
- Voirie - Création, aménagement, entretien de la voirie (à titre optionnel)